# Šafránka (usedlost v Dejvicích)
Šafránka je zaniklá viniční usedlost v Praze 6-Dejvicích, která stála v místech ulice Na Zavadilce.

## Historie
Vinice v místech Šafránky se datuje do konce 15. století. V letech 1551–1577 patřila stavebnímu písaři Lukeši Strejcovi z Oslinku, který ji rozšířil na 9 strychů a postavil na ní lis. Po třicetileté válce zpustla a zůstala zde jen stará bouda.
Od roku 1651 držel pozemek pražský advokát Jan Jiří Wendlinger. Nechal kolem vinice postavit zeď, vybudoval nový lis a letohrádek, pozdější hospodářský dvůr s číslem popisným 18. Další majitel, zahradník na Brusce Adam František Utz, přistavěl po roce 1676 hospodářské budovy pro chov dobytka.
Při francouzské válce roku 1742 byla usedlost poničena a jako zpustošenou ji o rok později získal malostranský měšťan a řezník František Šafránek. Od roku 1764 patřila Šafránka rodině Baďoučků, která na jejich pozemcích vybudovala hostinec Zavadilka. Koncem 18. století měla vinice výměru přes 6 jiter, kolem roku 1850 již přes 7 jiter.
Šafránka byla zbořena po roce 1910 a na jejím místě postavena novostavba.